# Elfstedentocht
Elfstedentocht (en frisó: Alvestêdetocht) o cursa de les 11 ciutats, és una cursa de quasi 200 km en gel natural pels canals de la província de Frísia, que connecten les 11 ciutats d'aquesta província neerlandesa. La cursa l'organitza l'associació de les onze ciutats frisones. El lloc de partida i la meta són a la capital frisona Ljouwert (neerlandès: Leeuwarden).
La cursa passa per les 11 poblacions que han adquirit l'estatus de ciutat a Frísia.
La cursa es divideix en la varietat de competició, que comença a la matinada, i la varietat recreativa, que comença més tard.
Els participants han de portar una targeta. A cada ciutat hi ha una parada per on els participants han de passar perquè se'ls posi un segell a la targeta. També hi ha dues parades secretes en llocs estratègics per evitar que hi hagi patinadors que facin trampes.
Tots els participants recreatius reben una medalla de participació. La darrera parada per segellar plega exactament a les 12 de la nit. Els participants que no arriben a la parada abans de les 12 de la nit no tenen dret a la medalla de participació.
Llistat de les ciutats (en idioma frisó) i distància des de la sortida (km): 
1. Ljouwert (neerlandès: Leeuwarden): 0
2. Snits (neerlandès: Sneek): 22
3. Drylts (neerlandès: IJlst): 26
4. Sleat (neerlandès: Sloten): 40
5. Starum (neerlandès: Stavoren): 66
6. Hylpen (neerlandès: Hindeloopen): 77
7. Warkum (neerlandès: Workum): 86
8. Boalsert (neerlandès: Bolsward): 99
9. Harns (neerlandès: Harlingen): 116
10. Frjentsjer (neerlandès: Franeker): 129
11. Dokkum (neerlandès: Dokkum): 174
12. Ljouwert (neerlandès: Leeuwarden): 199

La cursa només té lloc els hiverns en què el gel és prou gruixut (15 cm) per permetre patinar amb seguretat a tot el recorregut, cosa que passa poc sovint, de manera que des de la primera edició de 1909 només s'ha pogut celebrar 15 vegades, la darrera el 1997.

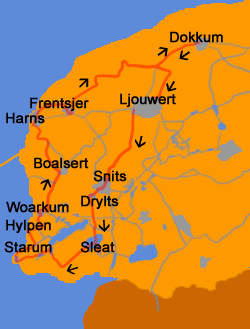
Traçat de la cursa